# Caresanablot
Caresanablot (Carzan-a Blòt in piemontese) è un comune italiano di 1 111 abitanti della provincia di Vercelli in Piemonte.

## Origini del nome
Il nome particolare di Caresanablot derivò in antichità dalla necessità di distinguere questa zona meridionale da quella di Caresana che, pur facendo parte della medesima proprietà fondiaria, si trovavano poste ai rispettivi confini dei grandi terreni feudali. In particolare, dal Cinquecento Caresanablot è  registrata (come Caresana) assieme alla località Albellione: quando quest'ultimo insediamento, agli inizi del cinquecento, declinò e poi scomparve, se ne perse la memoria del nome ma rimase quello di una famiglia rappresentativa, i Bellotto. La comunità è infatti menzionata con la formula “Carezana e Belotto” nella misura generale del 1710, contratto poi nella forma Blot almeno dal 1744.

## Storia
Le prime notizie storiche risalenti al borgo sono relative all'anno 1621 quando l'abitato venne infeudato a Flaminio Avogadro i cui discendenti ne mantennero la proprietà sino al 1695 quando cedettero il feudo ad Antonio Francesco Bulgaro. 
Nel 1724 il feudo passò al conte Gaspare Giuseppe Arborio Biamino, nelle mani della cui famiglia rimase sino alla cessazione della feudalità in Piemonte.

### Simboli
Lo stemma comunale concesso, insieme al gonfalone, con D.P.R. in data 3 febbraio 1989, è uno scudo d'argento, al leone di rosso, coronato all'antica d'oro, posto sulla campagna verde. Il gonfalone è un drappo partito di bianco e di rosso.

## Monumenti e luoghi di interesse

### Architetture religiose
Chiesa di Santa Cecilia
Dedicata a Santa Cecilia, la chiesa si trova nel cuore del paese davanti al Municipio.

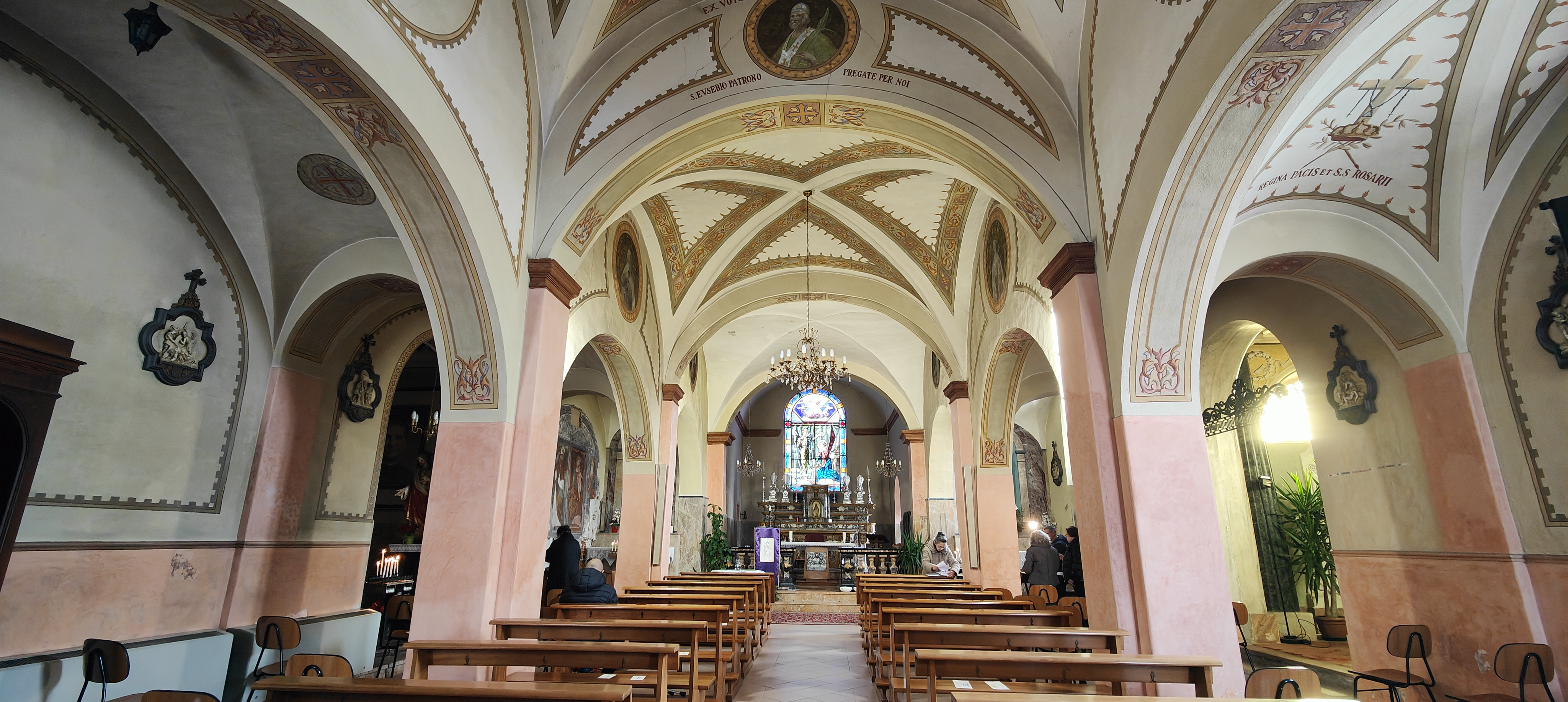
L'interno della chiesa è a 3 navate con due cappelle laterali, le volte a crociera poggiano su colonne a base quadrangolare

L'interno è diviso in tre navate ed ha due cappelle laterali.
Ricostruita nel 1601 da una precedente chiesa del 1169, nel 1219 era già parrocchia autonoma.
Di fronte all'ingresso del cimitero cittadino si trova la scultura dedicata al beato Don Secondo Pollo, nativo di Caresanablot.

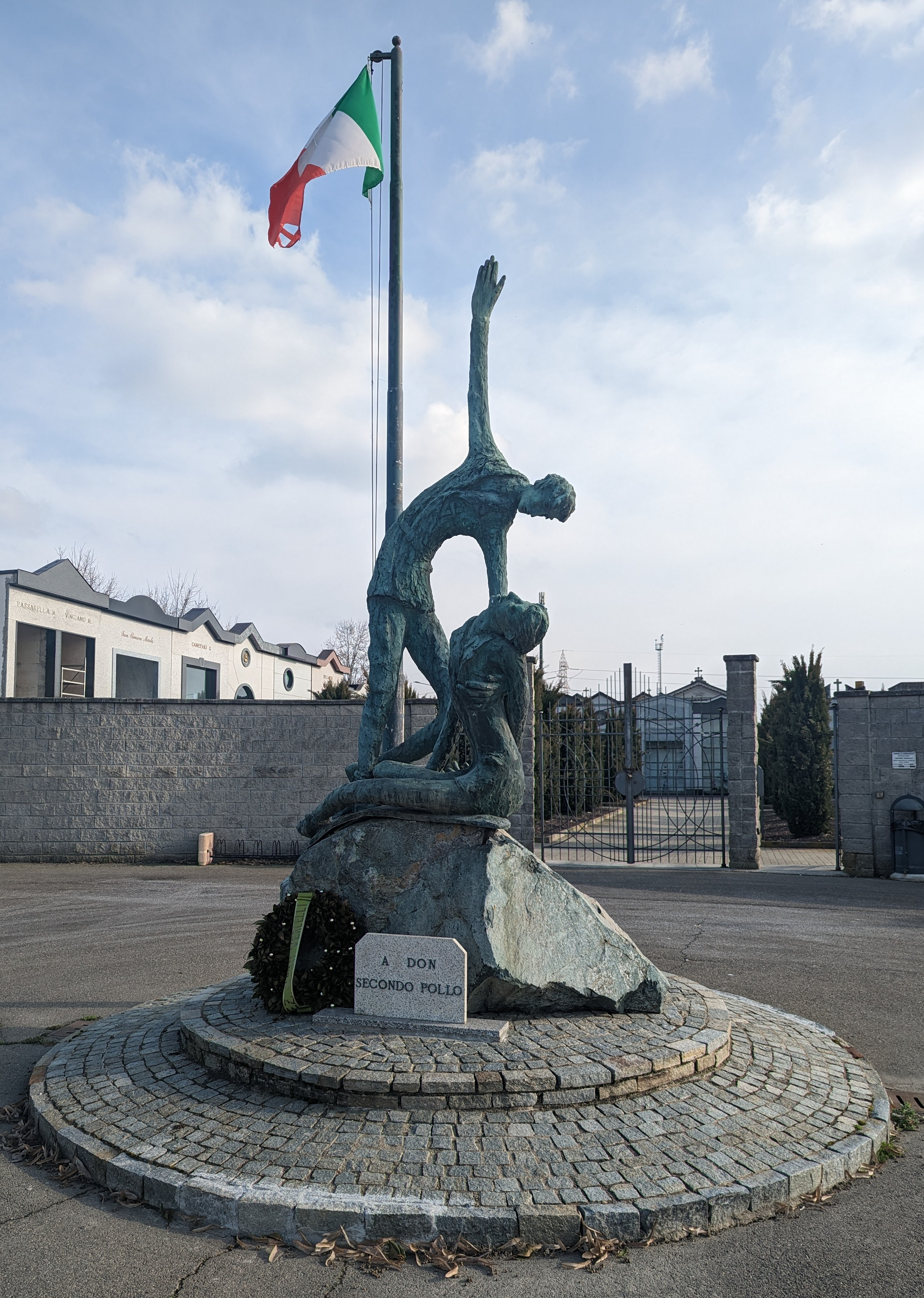
Monumento dedicato al beato Don Secondo Pollo (1908-1941)

## Società

### Evoluzione demografica
Abitanti censiti

## Infrastrutture e trasporti
Tra il 1879 e il 1933 Caresanablot fu servita dalle tranvie Vercelli-Aranco e Vercelli-Biella.

## Amministrazione

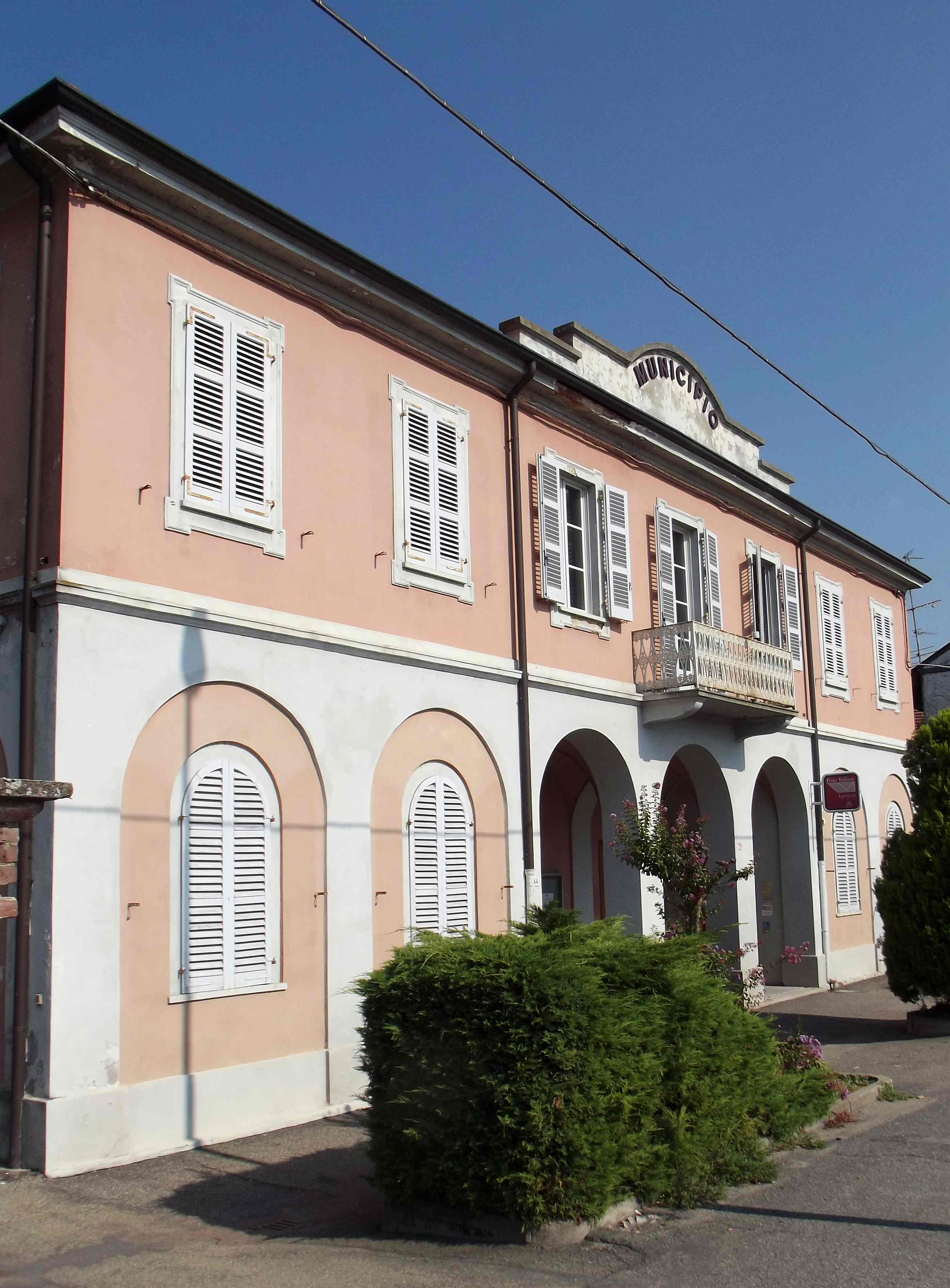
Il vecchio municipio, sulla ex SS230

| Periodo | Periodo   | Primo cittadino | Partito      | Carica  | Note |
| ------- | --------- | --------------- | ------------ | ------- | ---- |
| 2004    | 2009      | Enzo Carena     | lista civica | Sindaco |      |
| 2009    | 2014      | Italo Grosso    | lista civica | Sindaco |      |
| 2014    | 2019      | Italo Grosso    | lista civica | Sindaco |      |
| 2019    | in carica | Italo Grosso    | lista civica | Sindaco |      |

## Sport
La squadra di calcio del paese è l'U.S. Caresanablot e gioca il campionato di Serie A CSI della provincia di Vercelli.